# Сафари (автомобильное ралли)

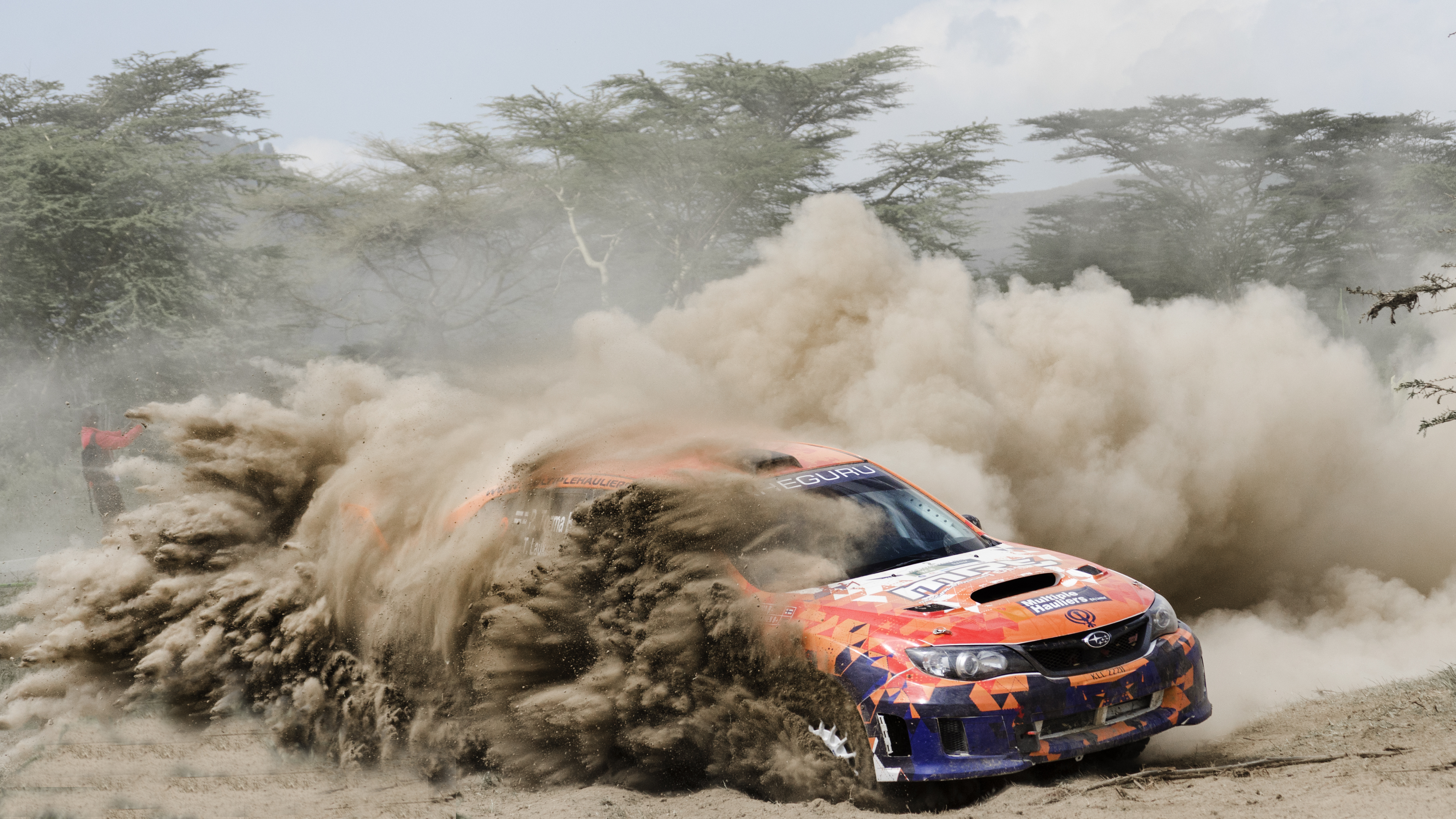

Ралли Сафари (англ. Safari Rally) — международная раллийная гонка. Проводится в Кении с 1953 года (и ранее частично на территории сопредельных Уганды и Танзании). В 1973—2002 и с 2021 года входит в календарь чемпионата мира по ралли, также с 2003 года является этапом Африканского чемпионата по ралли. Старая версия Ралли заслужила репутацию «самого сложного ралли в мире» и более напоминала не классическое ралли, а ралли-рейд: переменчивая погода, чрезмерно ухабистые дороги с изобилием острых камней, нестерпимая жара и влажность, возможное наличие посторонних транспортных средств и животных, а также общая дистанция кенийского этапа (более 1000 км) почти вдвое превышала другие раллийные гонки в рамках чемпионата мира. Победитель определялся не по общему времени прохождения трассы, а по количеству штрафного времени. Каждой машине давался определенный лимит на прохождение спецучастка, а в случае превышения этого лимита начислялся штраф. В 1986-м и 1997-м годах правила несколько пересмотрели в сторону большей унификации с другими этапами чемпионата, но все-равно полностью избежать африканской специфики не смогли.

## История
Впервые Ралли Сафари прошло в 1953 году и было посвящено коронации Елизаветы II, гонка официально именовалась Coronation Safari Rally (до 1959 года). С 1960 по 1974 год название сменилось на Восточно-Африканское Ралли Сафари (англ. East African Safari Rally), и с 1975 года закрепилось современное именование Ралли Сафари (англ. Safari Rally).
C 1957 года организацией гонки стал заниматься Британский автоспортивный клуб и Ралли Сафари приобрело международный статус. В Африку стали приезжать европейские пилоты и команды, но из-за крайней сложности и специфичности гонки в 1960-70-е годы победителями становились почти исключительно местные гонщики. Самым успешным из них был Шекхар Мехта, одержавший 5 побед. С момента создания чемпионата мира по ралли в 1973 году, в него неизменно входило Ралли Сафари, ставшее одним из самых знаменитых этапов мирового первенства. Однако с 2003 года FIA исключило кенийский этап из календаря чемпионата мира. Главной причиной стали слишком большие затраты команд, вынужденных создавать модификации автомобилей специально для Ралли Сафари. Автомобили, спроектированные для европейских этапов, не могли выдержать африканских нагрузок.
С 2003 по 2014 гг. и с 2017 года Ралли Сафари является этапом Африканского чемпионата (в 2007 и 2009 гг. также входило в серию IRC). Также каждые два года, начиная с 2003-го, проводятся исторические Ралли Сафари.
В 2020 году кенийский этап должен был вернуться и в календарь мирового первенства, но из-за пандемии COVID-19 был отменен и возвращение было перенесено на следующий сезон. В гонке 2021 года принял участие 91-летний поляк Собеслав Засада, в прошлом 3-кратный чемпион Европы по ралли. Тем самым он установил новый рекорд, став самым возрастным участником этапов мирового первенства в истории.

## Победители

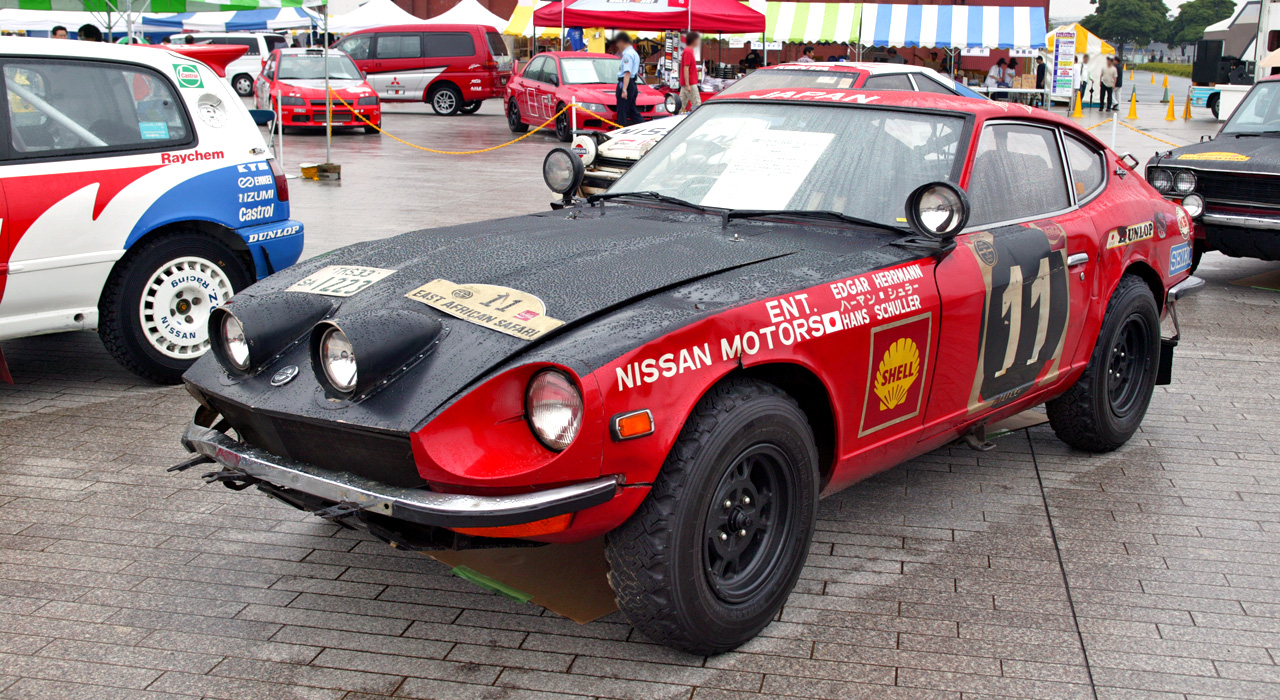
Datsun Fairlady 240Z, на котором Эдгар Херрманн выиграл Ралли Сафари 1971 года

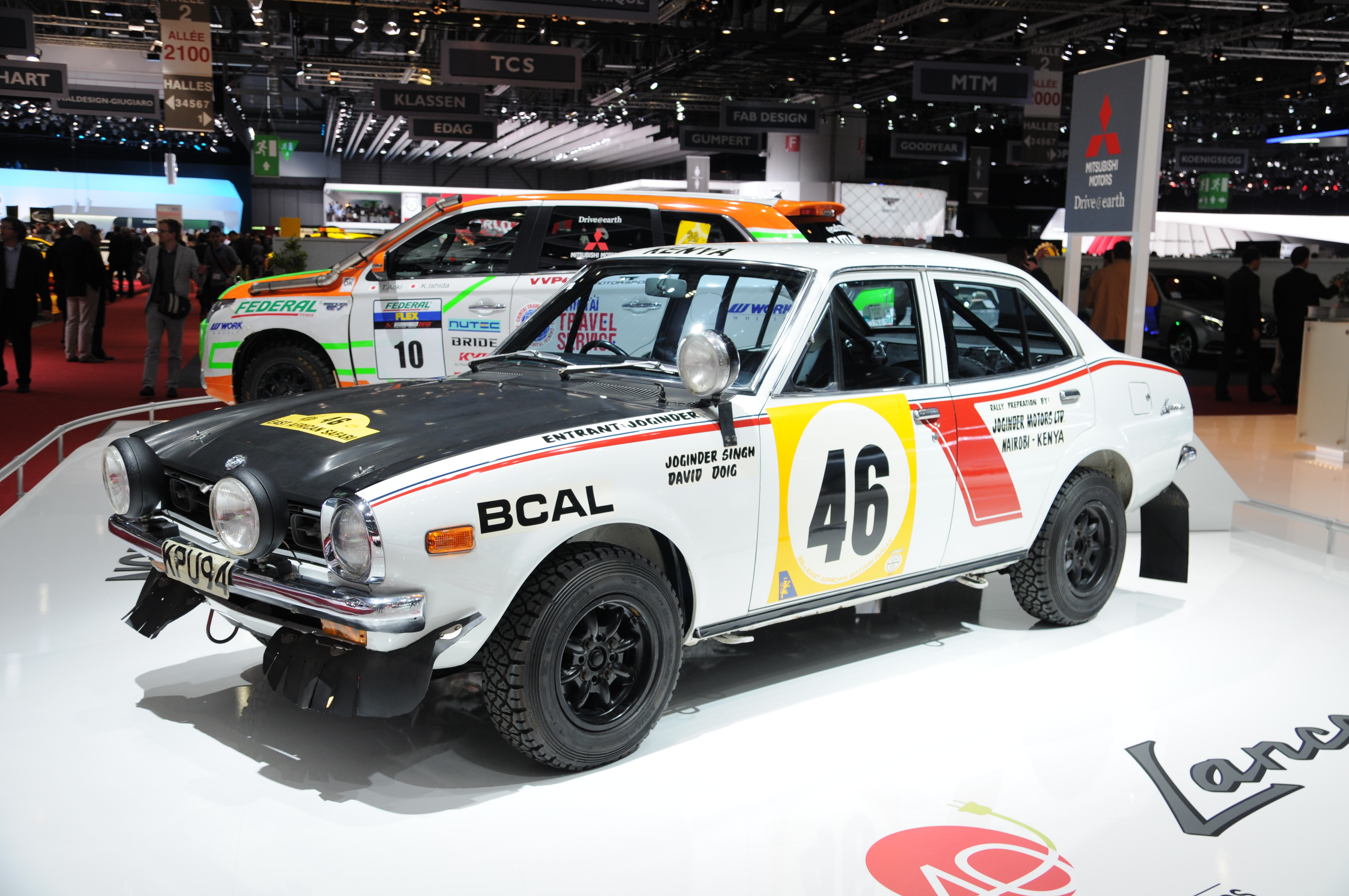
Mitsubishi Lancer 1600 GSR, на котором Йогиндер Сингх выиграл Ралли Сафари 1974 года

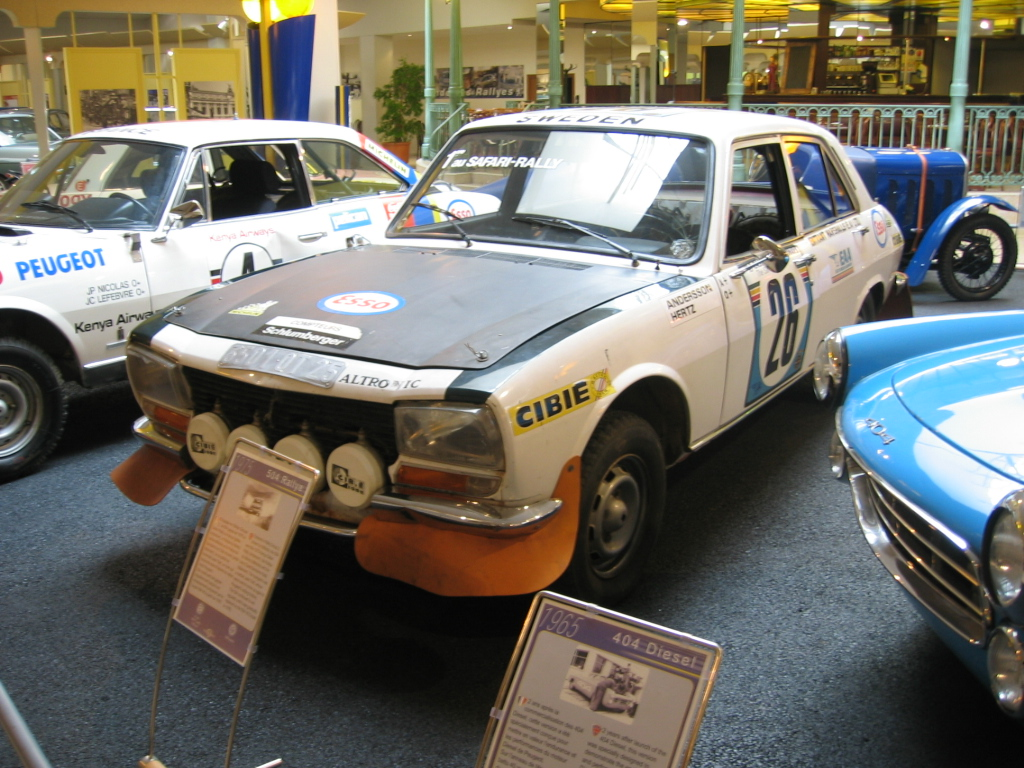
Peugeot 504, на котором Уве Андерссон выиграл Ралли Сафари 1975 года

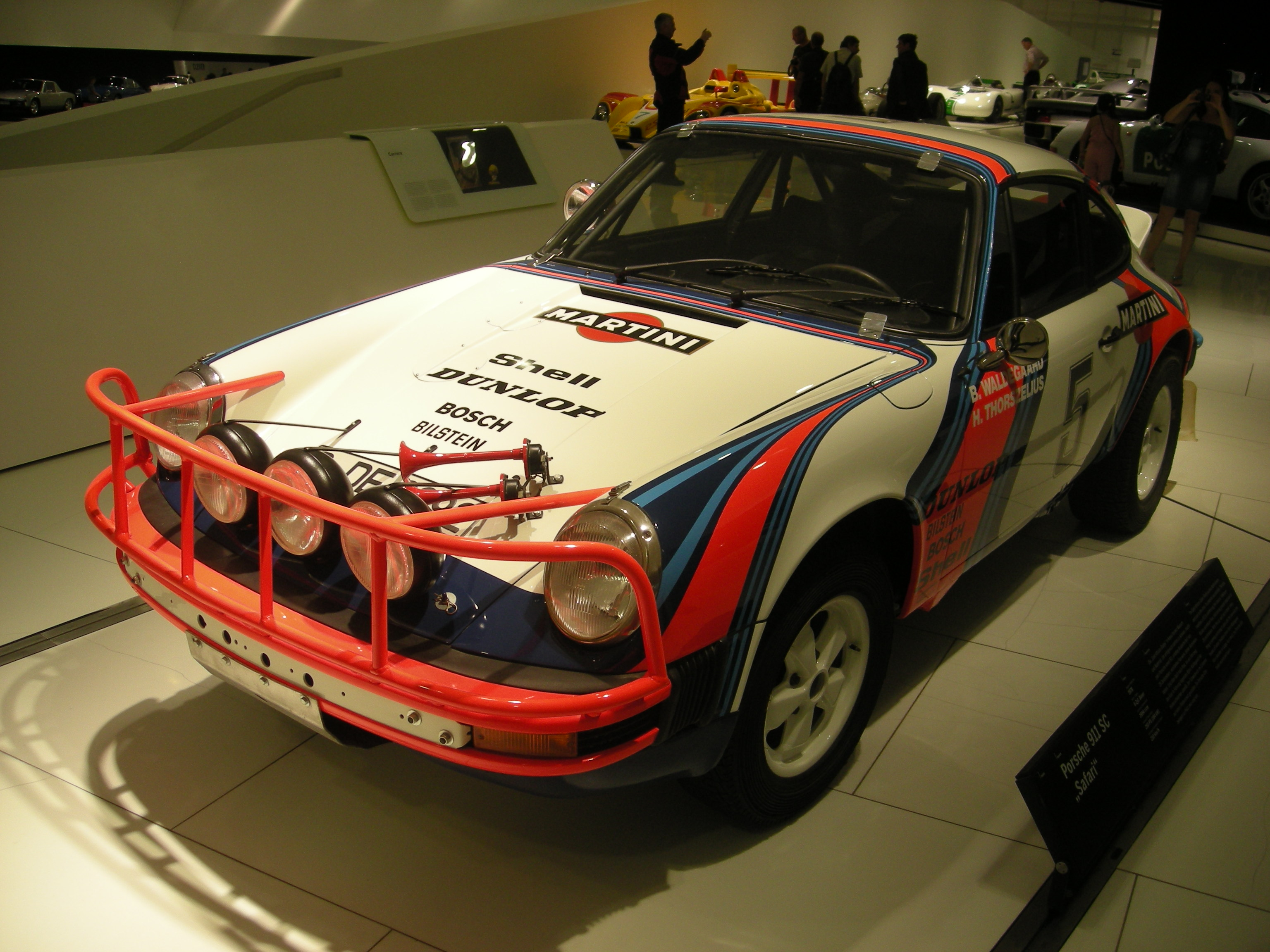
Porshe 911, на котором Бьорн Вальдегорд участвовал в Ралли Сафари 1978 года

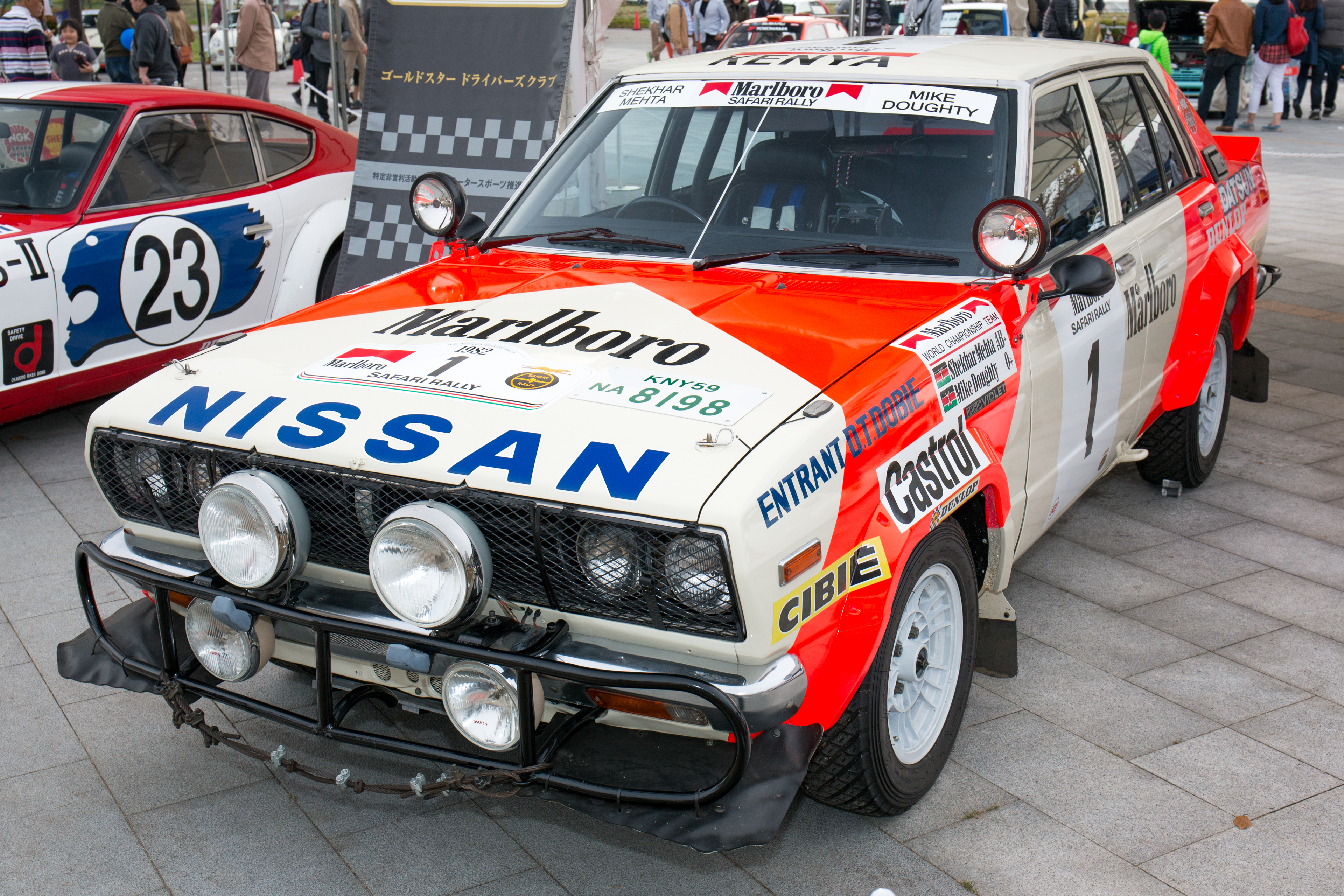
Nissan Violet GT, на котором Шекхар Мехта выиграл Ралли Сафари 1982 года

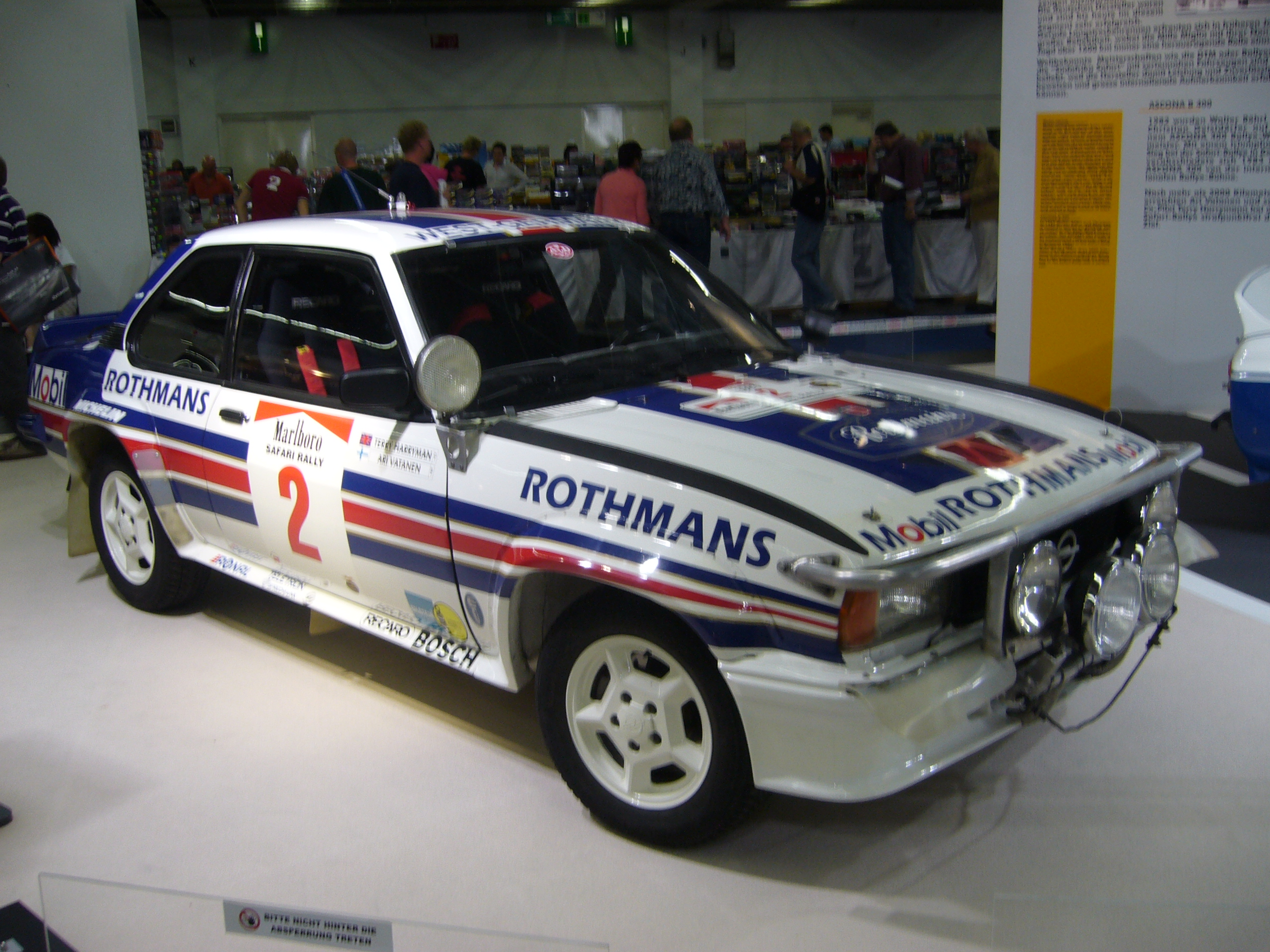
Opel Ascona 400, победившая в Ралли Сафари 1983 года под управлением Ари Ватанена

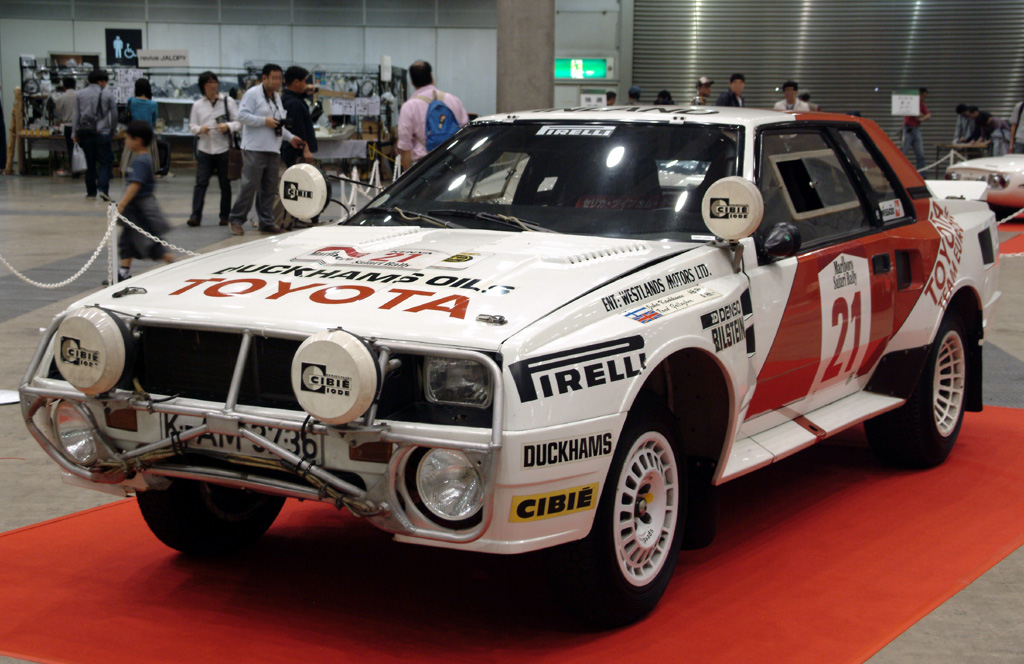
Toyota Celica TCT, на которой Юха Канккунен выиграл Ралли Сафари 1985 года

| Год  | Название и дата                                                | Победитель                                                         | Автомобиль                          | Статус гонки                                                                              |
| ---- | -------------------------------------------------------------- | ------------------------------------------------------------------ | ----------------------------------- | ----------------------------------------------------------------------------------------- |
| 1953 | Первое Ралли Коронации Елизаветы II                            | Алан Дикс Даг Аирт                                                 | Volkswagen Beetle Standard Vanguard | Пилоты, набравшие меньше всего штрафа. Победитель официально не объявлен.                 |
| 1954 | Второе Ралли Коронации Елизаветы II                            | Д.П.Марваха/Вик Престон                                            | Volkswagen Beetle                   |                                                                                           |
| 1955 | Третье Ралли Коронации Елизаветы II                            | Д.П.Марваха/Вик Престон                                            | Ford Zephyr                         |                                                                                           |
| 1956 | Четвертое Ралли Коронации Елизаветы II                         | Эрик Сесиль                                                        | DKW                                 |                                                                                           |
| 1957 | Пятое Ралли Коронации Елизаветы II                             | Даг Хоффман                                                        | DKW                                 |                                                                                           |
| 1958 | Шестое Ралли Коронации Елизаветы II                            | Арне Копперуд (класс «Львы») Моррис Темпл-Борам (класс «Леопарды») | Ford Zephyr II Auto Union 1000      | Пилоты, набравшие меньше всего штрафа в своих классах. Победитель официально не объявлен. |
| 1959 | Седьмое Ралли Коронации Елизаветы II                           | Билл Фритши                                                        | Mercedes-Benz 190                   |                                                                                           |
| 1960 | Восьмое Ралли Сафари Восточной Африки                          | Билл Фритши                                                        | Mercedes-Benz 190                   |                                                                                           |
| 1961 | Девятое Ралли Сафари Восточной Африки                          | Джон Мануссис                                                      | Mercedes-Benz 220SE                 |                                                                                           |
| 1962 | Десятое Ралли Сафари Восточной Африки                          | Томми Фьястад                                                      | Volkswagen 1200                     |                                                                                           |
| 1963 | Одиннадцатое Ралли Сафари Восточной Африки                     | Збигнев "Ник" Новитски                                             | Peugeot 404                         |                                                                                           |
| 1964 | Двенадцатое Ралли Сафари Восточной Африки                      | Питер Хьюз                                                         | Ford Cortina GT                     |                                                                                           |
| 1965 | Тринадцатое Ралли Сафари Восточной Африки                      | Йогиндер Сингх                                                     | Volvo PV 544                        |                                                                                           |
| 1966 | Четырнадцатое Ралли Сафари Восточной Африки                    | Берт Шэнкланд                                                      | Peugeot 404                         |                                                                                           |
| 1967 | Пятнадцатое Ралли Сафари Восточной Африки                      | Берт Шэнкланд                                                      | Peugeot 404                         |                                                                                           |
| 1968 | Шестнадцатое Ралли Сафари Восточной Африки                     | Ник Новитски                                                       | Peugeot 404                         |                                                                                           |
| 1969 | Семнадцатое Ралли Сафари Восточной Африки                      | Робин Хилльяр                                                      | Ford Taunus 20M RS                  |                                                                                           |
| 1970 | Восемнадцатое Ралли Сафари Восточной Африки                    | Эдгар Херрманн                                                     | Datsun 1600 SSS                     |                                                                                           |
| 1971 | Девятнадцатое Ралли Сафари Восточной Африки                    | Эдгар Херрманн                                                     | Datsun 240Z                         |                                                                                           |
| 1972 | Двадцатое Ралли Сафари Восточной Африки (30 марта-3 апреля)    | Ханну Миккола                                                      | Ford Escort RS1600                  |                                                                                           |
| 1973 | Двадцать Первое Ралли Сафари Восточной Африки (19-23 апреля)   | Шекхар Мехта/Лофти Дрюс                                            | Datsun 240Z                         | Чемпионат мира по ралли 1973                                                              |
| 1974 | Двадцать Второе Ралли Сафари Восточной Африки (11-15 апреля)   | Йогиндер Сингх/Дэвид Дойг                                          | Mitsubishi Lancer 1600 GSR          | Чемпионат мира по ралли 1974                                                              |
| 1975 | Двадцать Третье Ралли Сафари (27-31 марта)                     | Уве Андерссон/Арне Герц                                            | Peugeot 504                         | Чемпионат мира по ралли 1975                                                              |
| 1976 | Двадцать Четвертое Ралли Сафари (15-19 апреля)                 | Йогиндер Сингх/Дэвид Дойг                                          | Mitsubishi Lancer 1600 GSR          | Чемпионат мира по ралли 1976                                                              |
| 1977 | Двадцать Пятое Ралли Сафари (7-11 апреля)                      | Бьорн Вальдегорд/Ханс Торселиус                                    | Ford Escort RS1800                  | Чемпионат мира по ралли 1977                                                              |
| 1978 | Двадцать Шестое Ралли Сафари (23-27 марта)                     | Жан-Пьер Николя                                                    | Peugeot 504 V6 Coupé                | Чемпионат мира по ралли 1978                                                              |
| 1979 | Двадцать Седьмое Ралли Сафари (12-16 апреля)                   | Шекхар Мехта/Майк Доути                                            | Datsun 160J                         | Чемпионат мира по ралли 1979                                                              |
| 1980 | Двадцать Восьмое Ралли Сафари (3-7 апреля)                     | Шекхар Мехта/Майк Доути                                            | Datsun 160J                         | Чемпионат мира по ралли 1980                                                              |
| 1981 | Двадцать Девятое Ралли Сафари (16-29 апреля)                   | Шекхар Мехта/Майк Доути                                            | Nissan Violet GT                    | Чемпионат мира по ралли 1981                                                              |
| 1982 | Тридцатое Marlboro Ралли Сафари (8-12 апреля)                  | Шекхар Мехта/Майк Доути                                            | Nissan Violet GT                    | Чемпионат мира по ралли 1982                                                              |
| 1983 | Тридцать Первое Marlboro Ралли Сафари (30 марта — 4 апреля)    | Ари Ватанен                                                        | Opel Ascona 400                     | Чемпионат мира по ралли 1983                                                              |
| 1984 | Тридцать Второе Marlboro Ралли Сафари (19-23 апреля)           | Бьорн Вальдегорд/Ханс Торселиус                                    | Toyota Celica TCT                   | Чемпионат мира по ралли 1984                                                              |
| 1985 | Тридцать Третье Marlboro Ралли Сафари (4-8 апреля)             | Юха Канккунен/Фред Галлахер                                        | Toyota Celica TCT                   | Чемпионат мира по ралли 1985                                                              |
| 1986 | Тридцать Четвертое Marlboro Ралли Сафари (29 марта — 2 апреля) | Бьорн Вальдегорд/ Фред Галлахер                                    | Toyota Celica TCT                   | Чемпионат мира по ралли 1986                                                              |
| 1987 | Тридцать Пятое Marlboro Ралли Сафари (16-20 апреля)            | Ханну Миккола/Арне Герц                                            | Audi 200 Quattro                    | Чемпионат мира по ралли 1987                                                              |
| 1988 | Тридцать Шестое Marlboro Ралли Сафари (31 Марта — 4 апреля)    | Массимо Биазьон/Сивьеро Тициано                                    | Lancia Delta                        | Чемпионат мира по ралли 1988                                                              |
| 1989 | Тридцать Седьмое Marlboro Ралли Сафари (23-27 марта)           | Массимо Биазьон/Сивьеро Тициано                                    | Lancia Delta Integrale              | Чемпионат мира по ралли 1989                                                              |
| 1990 | Тридцать Восьмое Marlboro Ралли Сафари (11-16 апреля)          | Бьорн Вальдегорд/ Фред Галлахер                                    | Toyota Celica GT-4                  | Чемпионат мира по ралли 1990                                                              |
| 1991 | Тридцать Девятое Martini Ралли Сафари (27 Марта — 1 апреля)    | Юха Канккунен/Юха Пииронен                                         | Lancia Delta Integrale              | Чемпионат мира по ралли 1991                                                              |
| 1992 | Сороковое Martini Ралли Сафари (27 Марта — 1 апреля)           | Карлос Сайнс/Луис Мойя                                             | Toyota Celica Turbo 4WD             | Чемпионат мира по ралли 1992                                                              |
| 1993 | Сорок первое Trustbank Ралли Сафари (8-12 апреля)              | Юха Канккунен/Юха Пииронен                                         | Toyota Celica Turbo 4WD             | Чемпионат мира по ралли 1993                                                              |
| 1994 | Сорок второе Trustbank Ралли Сафари (31 Марта — 3 апреля)      | Ян Дункан                                                          | Toyota Celica Turbo 4WD             | Чемпионат мира по ралли 1994                                                              |
| 1995 | Сорок третье Ралли Сафари Восточной Африки (14-17 апреля)      | Ёсио Фудзимото/Арне Герц                                           | Toyota Celica Turbo 4WD             |                                                                                           |
| 1996 | Сорок четвертое Ралли Сафари (5-7 апреля)                      | Томми Мякинен/Сеппо Харьянне                                       | Mitsubishi Lancer Evolution 3       | Чемпионат мира по ралли 1996                                                              |
| 1997 | Сорок пятое Ралли Сафари (1-3 марта)                           | Колин Макрей/Никки Грист                                           | Subaru Impreza WRC                  | Чемпионат мира по ралли 1997                                                              |
| 1998 | Сорок шестое Ралли Сафари (28 Февраля — 2 марта)               | Ричард Бёрнс/Роберт Рид                                            | Mitsubishi Carisma                  | Чемпионат мира по ралли 1998                                                              |
| 1999 | Сорок седьмое Ралли Сафари (26-28 февраля)                     | Колин Макрей/Никки Грист                                           | Ford Focus                          | Чемпионат мира по ралли 1999                                                              |
| 2000 | Сорок восьмое Ралли Сафари (25-27 февраля)                     | Ричард Бёрнс/Роберт Рид                                            | Subaru Impreza WRC                  | Чемпионат мира по ралли 2000                                                              |
| 2001 | Сорок девятое Ралли Сафари (20-22 июля)                        | Томми Мякинен                                                      | Mitsubishi Lancer Evolution 6.5     | Чемпионат мира по ралли 2001                                                              |
| 2002 | Пятидесятое Ралли Сафари (12-14 июля)                          | Колин Макрей/Никки Грист                                           | Ford Focus                          | Чемпионат мира по ралли 2002                                                              |
| 2003 | Пятьдесят первое Ралли Сафари (9-11 октября)                   | Глен Эдмундс                                                       | Mitsubishi Lancer Evolution 6       | ARC                                                                                       |
| 2004 | Пятьдесят второе Ралли Сафари (12-14 марта)                    | Карл Тундо                                                         | Subaru Impreza                      | ARC                                                                                       |
| 2005 | Пятьдесят третье Ралли Сафари (15-17 июля)                     | Глен Эдмундс                                                       | Mitsubishi Lancer Evolution 7       | ARC                                                                                       |
| 2006 | Пятьдесят четвертое Ралли Сафари (24-26 марта)                 | Азар Анвар                                                         | Mitsubishi Lancer Evolution 6       | ARC                                                                                       |
| 2007 | Пятьдесят пятое Ралли Сафари (9-11 марта)                      | Конрад Рутенбах                                                    | Subaru Impreza                      | IRC & ARC                                                                                 |
| 2008 | Пятьдесят шестое Ралли Сафари (27-29 июня)                     | Ли Роуз                                                            | Mitsubishi Lancer Evolution 9       | ARC                                                                                       |
| 2009 | Пятьдесят седьмое Ралли Сафари (3-5 апреля)                    | Карл Тундо                                                         | Mitsubishi Lancer Evolution 9       | IRC & ARC                                                                                 |
| 2010 | Пятьдесят восьмое Ралли Сафари (2-4 апреля)                    | Ли Роуз                                                            | Mitsubishi Lancer Evolution 9       | ARC                                                                                       |
| 2011 | Пятьдесят девятое Ралли Сафари (17-19 июня)                    | Карл Тундо                                                         | Mitsubishi Lancer Evolution 9       | ARC                                                                                       |
| 2012 | Шестидесятое Ралли Сафари (8-10 июня)                          | Карл Тундо                                                         | Mitsubishi Lancer Evolution 9       | ARC                                                                                       |
| 2013 | Шестьдесят первое Ралли Сафари (5-7 июля)                      | Балдеф Чагер                                                       | Mitsubishi Lancer Evolution X       | ARC                                                                                       |
| 2014 | Шестьдесят второе Ралли Сафари (12-14 сентября)                | Балдеф Чагер                                                       | Mitsubishi Lancer Evolution X       | ARC                                                                                       |
| 2015 | Шестьдесят третье Ралли Сафари (4-5 апреля)                    | Сингх Шэтт Джасприт                                                | Mitsubishi Lancer Evolution X R4    |                                                                                           |
| 2016 | Шестьдесят четвертое Ралли Сафари (10-11 июня)                 | Сингх Шэтт Джасприт                                                | Mitsubishi Lancer Evolution X R4    |                                                                                           |
| 2017 | Шестьдесят пятое Ралли Сафари (17-18 марта)                    | Тапио Лаукканен                                                    | Subaru Impreza WRX STi 4 D R4       | ARC                                                                                       |
| 2018 | Шестьдесят шестое Ралли Сафари (16-18 марта)                   | Карл Тундо                                                         | Mitsubishi Lancer Evolution X R4    | ARC                                                                                       |
| 2019 | Шестьдесят седьмое Ралли Сафари (5-7 июля)                     | Балдеф Чагер                                                       | Mitsubishi Lancer Evolution X R4    | ARC                                                                                       |
| 2020 | Шестьдесят восьмое Ралли Сафари (16-19 июля)                   | Отменен из-за пандемии                                             | Отменен из-за пандемии              | Чемпионат мира по ралли 2020                                                              |
| 2021 | Шестьдесят девятое Ралли Сафари (24-27 июня)                   | Себастьен Ожье/Жюльен Инграссия                                    | Toyota Yaris                        | Чемпионат мира по ралли 2021                                                              |
| 2022 | Семидесятое Ралли Сафари (24-27 июня)                          | Калле Рованпера/Йонне Халттунен                                    | Toyota Yaris                        | Чемпионат мира по ралли 2022                                                              |
| 2023 | Семьдесят первое Ралли Сафари (23-25 июня)                     | Себастьен Ожье/Венсан Ландэ                                        | Toyota Yaris                        | Чемпионат мира по ралли 2023                                                              |
| 2024 | Семьдесят второе Ралли Сафари (28-31 марта)                    | Калле Рованпера/Йонне Халттунен                                    | Toyota Yaris                        | Чемпионат мира по ралли 2024                                                              |
| 2025 | Семьдесят третье Ралли Сафари (20-23 марта)                    | Элфин Эванс/Скотт Мартин                                           | Toyota Yaris                        | Чемпионат мира по ралли 2025                                                              |

ARC — Африканский чемпионат по ралли, IRC — Intercontinental Rally Challenge,

## Многократные победители
Курсивом выделены Ралли, входящие в ARC. Полужирным - этапы чемпионата мира.
| Место | Пилот            | Победы | Годы                         |
| ----- | ---------------- | ------ | ---------------------------- |
| 1     | Шекхар Мехта     | 5      | 1973, 1979, 1980, 1981, 1982 |
| 1     | Карл Тундо       | 5      | 2004, 2009, 2011, 2012, 2018 |
| 3     | Бьорн Вальдегорд | 4      | 1977, 1984, 1986, 1990       |
| 4     | Йогиндер Сингх   | 3      | 1965, 1974, 1976             |
| 4     | Юха Канккунен    | 3      | 1985, 1991, 1993             |
| 4     | Колин Макрей     | 3      | 1997, 1999, 2002             |
| 7     | Эдгар Херрман    | 2      | 1970, 1971                   |
| 7     | Ханну Миккола    | 2      | 1972, 1987                   |
| 7     | Мики Биазьон     | 2      | 1988, 1989                   |
| 7     | Томми Мякинен    | 2      | 1996, 2001                   |
| 7     | Ричард Бёрнс     | 2      | 1998, 2000                   |
| 7     | Себастьен Ожье   | 2      | 2021, 2023                   |
| 7     | Калле Рованперя  | 2      | 2022, 2024                   |

### Многократные призёры (только чемпионат мира)
| Подиумы | Пилот            | Годы |
| ------- | ---------------- | ---- |
| 7       | Бьорн Вальдегорд |      |
| 7       | Юха Канккунен    |      |
| 5       | Шекхар Мехта     |      |

### Производители
| Место | Производитель | Победы | Годы |
| ----- | ------------- | ------ | --- |
| 1     | Mitsubishi    | 18     | 1974, 1976, 1996, 1998, 2001, 2003, 2005, 2006, 2008, 2009, 2010, 2011, 2012, 2013, 2014, 2015, 2016, 2018 |
| 2     | Toyota        | 12     | 1984, 1985, 1986, 1990, 1992, 1993, 1994, 1995, 2021, 2022, 2023, 2024                                     |
| 3     | Ford          | 8      | 1955, 1958, 1964, 1969, 1972, 1977, 1999, 2002                                                             |
| 4     | Nissan        | 7      | 1970, 1971, 1973, 1979, 1980, 1981, 1982                                                                   |
| 5     | Peugeot       | 6      | 1963, 1966, 1967, 1968, 1975, 1978                                                                         |
| 6     | Subaru        | 5      | 1997, 2000, 2004, 2007, 2017                                                                               |
| 7     | Mercedes-Benz | 3      | 1959, 1960, 1961                                                                                           |
| 7     | Volkswagen    | 3      | 1953, 1954, 1962                                                                                           |
| 7     | Lancia        | 3      | 1988, 1989, 1991                                                                                           |

## Исторические ралли
| Год  | Даты                  | Победитель                             | Автомобиль              |
| ---- | --------------------- | -------------------------------------- | ----------------------- |
| 2003 | 10–19 декабря         | Роб Коллиндж                           | Datsun 240Z             |
| 2005 | 1-10 декабря          | Роб Коллиндж                           | Datsun 260Z             |
| 2007 | 25 ноября - 3 декабря | Бьорн Вальдегорд                       | Ford Escort             |
| 2009 | 22 ноября - 1 декабря | Йен Дункан                             | Ford Mustang            |
| 2011 | 20-28 ноября          | Бьорн Вальдегорд                       | Porsche 911             |
| 2013 | 21-21 ноября          | Йен Дункан                             | Ford Capri              |
| 2015 | 19-27 ноября          | Стиг Блумквист                         | Porsche 911             |
| 2017 | 23 ноября - 1 декабря | Ричард Джексон совместно с: Карл Тундо | Porsche 911 Triumph TR7 |